# Gabriela Csinová
Gabriela Csinová (másképp Ćinová) (Pozsony, 1980. november 4. –) roma származású szlovák színésznő.

## Élete
Bár családneve magyar eredetű, magyarul már nem tud, a szlovákot tartja az anyanyelvének, emellett csehül, angolul, németül és spanyolul beszél. Színházban és TV-ben is szerepel. Testvére, Karol Csino is színész. 2004-ben fejezte be színészi tanulmányait. Legismertebb szerepe Kamilla Horvátová szerepe volt a Kórház a város szélén 20 évvel később című cseh sorozatban.

## Szerepei
- 2006 - Eden
- 2005 - Rodinné tajomstvá
- 2005 - Četnické humoresky
- 2004 - Modry kámen (TV)
- 2003 - Obeti: Jiný človek (TV)
- 2003 - Luisa San Fellice
- 2003 - Kórház a város szélén, 20 évvel később - (TV) 8 rész

## Fordítás
- Ez a szócikk részben vagy egészben  a   Gabriela Csinová című szlovák Wikipédia-szócikk ezen változatának fordításán alapul.  Az eredeti cikk szerkesztőit annak laptörténete sorolja fel. Ez a jelzés csupán a megfogalmazás eredetét és a szerzői jogokat jelzi, nem szolgál a cikkben szereplő információk forrásmegjelöléseként.